# Castello Colleoni (Solza)
Il castello Colleoni si trova nel territorio di Solza, piccolo comune alle porte di Bergamo. Il castello è noto per essere il luogo dove è nato il condottiero Bartolomeo Colleoni.

## Storia
La storia del castello è documentata dal 1404 quando fu il protagonista di uno scontro tra le famiglie di fazione guelfa con quelle di fazione ghibellina, evento documentato dallo storico Castello Castelli nel suo Chronicon Bergomense guelpho-ghibellinum, che, anche se potrebbe essere non completamente attendibile, testimonia la presenza del castello turrito circondato dalle mura:
(Castello Castelli – Chronicon Bergomense guelpho-ghibellinum)
Il territorio bergamasco fu per molti secoli devastato da incursioni vandaliche da parte di numerosi eserciti, e questo conferma la necessità di avere strutture fortificate a difesa degli abitanti. Dalle testimonianze del tempo, il castello di Solza fu più volte oggetto di attacchi ma non fu mai espugnato. La situazione cambiò dopo il 1428, quando Bergamo e le sue terre divennero interesse della Repubblica di Venezia, e, la pace di Ferrara del 1428 mise fine, lentamente, alle molte faide che avevano interessato le località, ma che avevano perso nel tempo d'interesse, trovandosi Solza in una posizione non strategica né geograficamente né militarmente. Documentazione presente nel Luogo Pio Colleoni di Bergamo permette una ricostruzione storica del castello. Vi è la presenza di un documento datato 19 settembre 1480, che indica la volontà del Colleoni di ripristinare il muro della torre che era gravemente danneggiato. Vi era inoltre desiderio del condottiero di creare un "torrione con un locale voltato nello stesso torrione e con il tetto attorno". La struttura della torre non indica possibile che ci fosse stato un cedimento strutturale, forse la torre fu attaccata e danneggiata da armi che la danneggiarono senza mai riuscire a distruggerla. Ma le volontà del condottiero non furono mai eseguite, solo molto tempo dopo, durante il Cinquecento, alcuni abitanti della località provvidero a eseguire lavori per rendere il maniero abitabile a scanso di affitto da parte del Luogo Pio Colleoni, lavori eseguiti non ad arte e con materiale di recupero. La parte muraria a nord è di spessore minore a indicare l'eventuale ricostruzione dovuta a un danneggiamento.
Per volontà del Colleoni il castello passò di proprietà al Luogo Pio Colleoni, fondato il 19 febbraio 1466, ma a subito i sindaci della congregazione trovarono molte difficoltà con gli abitanti di Solza. Questi erano diventati affittuari e pagavano un affitto di 140 lire annuali alla Magnifica Pietà. Cosa che non fecero sempre gli abitanti il maniero, anche in conseguenza ai lavori che vi avevano realizzato. Il contenzioso fra i solzesi e gli amministratori è abbondantemente documentato e durò fino al Seicento. I documenti di questi fatti sono conservati negli archivi del Luogo Pio. Nella ricca documentazione vi è un atto del 18 gennaio 1491 di Vanotus de Colombis che indicherebbe la presenza di un'ulteriore cinta muraria poi andata perduta e un nuovo fabbricato realizzato per volontà del condottiero, ed eseguito ad arte con un telaio in mattoni a sacco portanti, e con muratura in ciottoli di fiume a spina di pesce, che vogliono indicare che nella seconda metà del Quattrocento il territorio aveva ancora timore di incursioni. Proprio durante questi lavori fu posto il blasone personale del condottiero.

La controversia tra il Consiglio della Pietà e gli abitanti di Solza è riccamente documentata. Del 19 giugno 1493 è un documento dei sindaci del Luogo Pio sottoscritto da Giovanni Galeazzo Colleoni e dal console Pietro Bonetti de' Gambirasi, nel quale risulta che la torre della rocca si presentava in rovina:
(Documento conservato nell'archivio del Luogo Pio Colleoni)
Ma nessuno raccolse l'invito a riparare i danni del maniero, anzi i contadini abbassarono la torre rendendola più idonea alle attività agricole, e successivamente nel 1520 furono aperte finestre che davano non più verso la corte interna, ma verso l'esterno delle mura, con la successiva costruzione di un corpo di fabbrica di tre piani anche se di minor qualità di materiali. Venne successivamente realizzata una nuova parte del fabbricato sempre a uso agricolo. Nel 1655 i contadini furono invitati a saldare gli affitti arretrati e il 25 maggio del medesimo anno il fabbricato divenne di proprietà di Guardino Colleoni che si assunse l'obbligo di pagare l'affitto di 40 lire, diventando il nuovo conte e cavaliere del feudo di Solza, cosa che rimase fino al 1796, quando alla morte di Paolo Guardino Colleoni senza prole passò alla famiglia di Orazio Colleoni Porto. 
Nel 1970 il castello fu abbandonato dai fittavoli, e con l'abbandono iniziò il degrado dello stabile.
Il fabbricato, diventando proprietà comunale per volontà del sindaco Lino Massi, è stato oggetto dal 1996 di un importante lavoro di recupero, terminato nel 2005, diventando sede della biblioteca e ludoteca comunale, del centro di Documentazione e Studi Colleoneschi del Centro di Documentazione e Studi sul territorio dell'Isola Bergamasca nonché sede della Pro Loco di Solza. Ospita inoltre la sala consiliare e i locali destinati a conferenze.

## Descrizione
Il castello si trova su di un falsopiano in prossimità del fiume Adda, in prossimità della chiesa di San Giorgio. La struttura del maniero a pianta quadrilatera non presenta più le caratteristiche originali trecentesche, avendo subito nel tempo numerosi rimaneggiamenti, ma le sue tracce stratigrafiche, visibili, permettono una sua ricostruzione storica. La sua originaria conformazione con caratteristiche di maniero divenne col tempo struttura contadina che ha lasciato non poche tracce sull'immobile. La possente torre, con la tessitura muraria di grande spessore, non presenta indicazioni di eventuali rifacimenti. Dell'antico fossato non vi sono segni se non l'indicazione della base delle mura a scarpa che ne indicherebbero la presenza.
La presenza della torre di non piccole dimensioni, anche se di altezza minore di quanto doveva presentarsi originariamente, testimonierebbe una struttura originale importante. Si accede alla corte interna dal lato settentrionale attraverso il portale in pietra squadrata che ospita gli stipiti, antiche tracce del ponte levatoio preceduto dal rivellino. L'area interna presenta la pavimentazione in pietra arenaria, ma anticamente era in terra battuta. La torre, che è la parte più storica si sviluppa su due piani. Il piano secondo è interrato mentre fuori terra il primo piano. Tracce di una porta in mattoni indicano l'accesso al camminamento della ronda e i locali di guardia.
Il volume della torre, a pianta quadrata, si compone di due locali sovrapposti: il primo fuori terra, rialzato di alcuni gradini rispetto alla quota della corte, il secondo, invece, quasi completamente interrato. Proseguendo dalla torre si sviluppano i vari corpi di fabbrica realizzati in epoche differenti, con il loggiato ligneo, e i vari fabbricati di chiaro uso agricolo con il fienile, di minor spessore nella tessitura muraria e di minor qualità risultando addossati alla parete e non integrati nella cinta muraria, qualità che ha permesso lo studio stratigrafico.